# Azara García de los Salmones Marcano
Azara García De los Salmones Marcano (Los corrales de Buelna (Cantabria), 18 de julio de 1983) es una corredora profesional de trail running.

## Biografía
Azara se inició en el atletismo con 8 años, gracias a la prueba "Buscando Atletas" que se celebraba en su pueblo. Y ya no ha dejado de correr.
Disfrutó durante muchos años del atletismo pero fue en 2010 cuando, tras no conseguir resultados, decidió probar algo nuevo y se apuntó a "El kilómetro vertical de Fuente Dé". Ganó la carrera y comenzó en el mundo de las carreras por montaña.
Es Técnica Superior en Animación de Actividades Físicas y Deportivas y Monitora Nacional de Atletismo y lleva casi 20 años entrenando a niñas y niños en atletismo.
También imparte talleres y conferencias en colegios, institutos, universidades, clubes y asociaciones para trasladar los beneficios del deporte en el crecimiento personal y la mejora en la salud mental y física.
Es conocida en las redes como "la tormenta".

## Palmarés
Posee un brillante palmarés en el mundo del trail:
En 2014 vistió la camiseta de la selección española y fue a los primeros mundiales. En 2015 se proclamó campeona de Europa ganando la carrera Cegama-Aizcorri. Esta victoria, entre otras, marcó su carrera deportiva.
En 2016 se proclamó campeona de Cantabria y ganó cuatro campeonatos de España:
- Campeona de España de Raquetas de Nieve
- Campeona de España Ultra Trail RFEA
- Campeona de España de Maratón Skyrunning FEDME
- Campeona de España de Carreras por Montaña por Equipos FEDME

Esta temporada además culminó con 3 subcampeonatos del mundo como internacional con la selección española RFEA y selección española FEDME:
- Subcampeona del Mundo Skyrunning Buff Epic Trail. Barruera (España)
- Subcampeona del Mundo de Trail IAAF.  Trail Peneda-Gerês. (Portugal)
- Subcampeona del Mundo de Trail IAAF por Equipos.  Trail Peneda-Gerês. (Portugal)

En 2017 decidió dejar su trabajo para convertirse en la primera mujer profesional del Trail en España. Azara era además la única atleta española en la alta competición.
En 2023 se proclamó campeona de España de ultra trail, sucediendo a Marta Molist i Codina.